# Bisdom Superior
Het bisdom Superior (Latijn: Dioecesis Superiorensis) is een rooms-katholiek bisdom met als zetel Superior, in de Amerikaanse staat Wisconsin. Het bisdom is suffragaan aan het aartsbisdom Milwaukee. 

## Geschiedenis
Het bisdom werd opgericht op 3 mei 1905, uit delen van de bisdommen Green Bay en La Crosse.  

## Parochies
Het bisdom had in 2022 een oppervlakte van 40.701 km2 en telde 438.622 inwoners waarvan 17,3% rooms-katholiek was.

## Bisschoppen
- Augustine Francis Schinner (13 mei 1905 - 15 januari 1914)
- Joseph Maria Koudelka (6 augustus 1913 - 24 juni 1921)
- Joseph Gabriel Pinten (30 november 1921 - 25 juni 1926)
- Theodore Henry Reverman (2 juli 1926 - 18 juli 1941)
- William Patrick O’Connor (27 december 1941 - 22 februari 1946)
- Albert Gregory Meyer (18 februari 1946 - 21 juli 1953; kardinaal in 1959)
- Joseph John Annabring (27 januari 1954 - 27 augustus 1959)
- George Albert Hammes (28 maart 1960 - 27 juni 1985)
- Raphael Michael Fliss (27 juni 1985 - 28 juni 2007; coadjutor sinds 5 november 1979)
- Peter Forsyth Christensen (28 juni 2007 - 4 november 2014)
- James Patrick Powers (15 december 2015 - heden)

## Galerij van afbeeldingen

Wapen van het bisdom
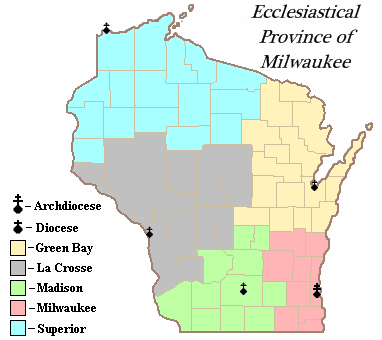
Kerkprovincie met aartsbisdom en suffragane bisdommen
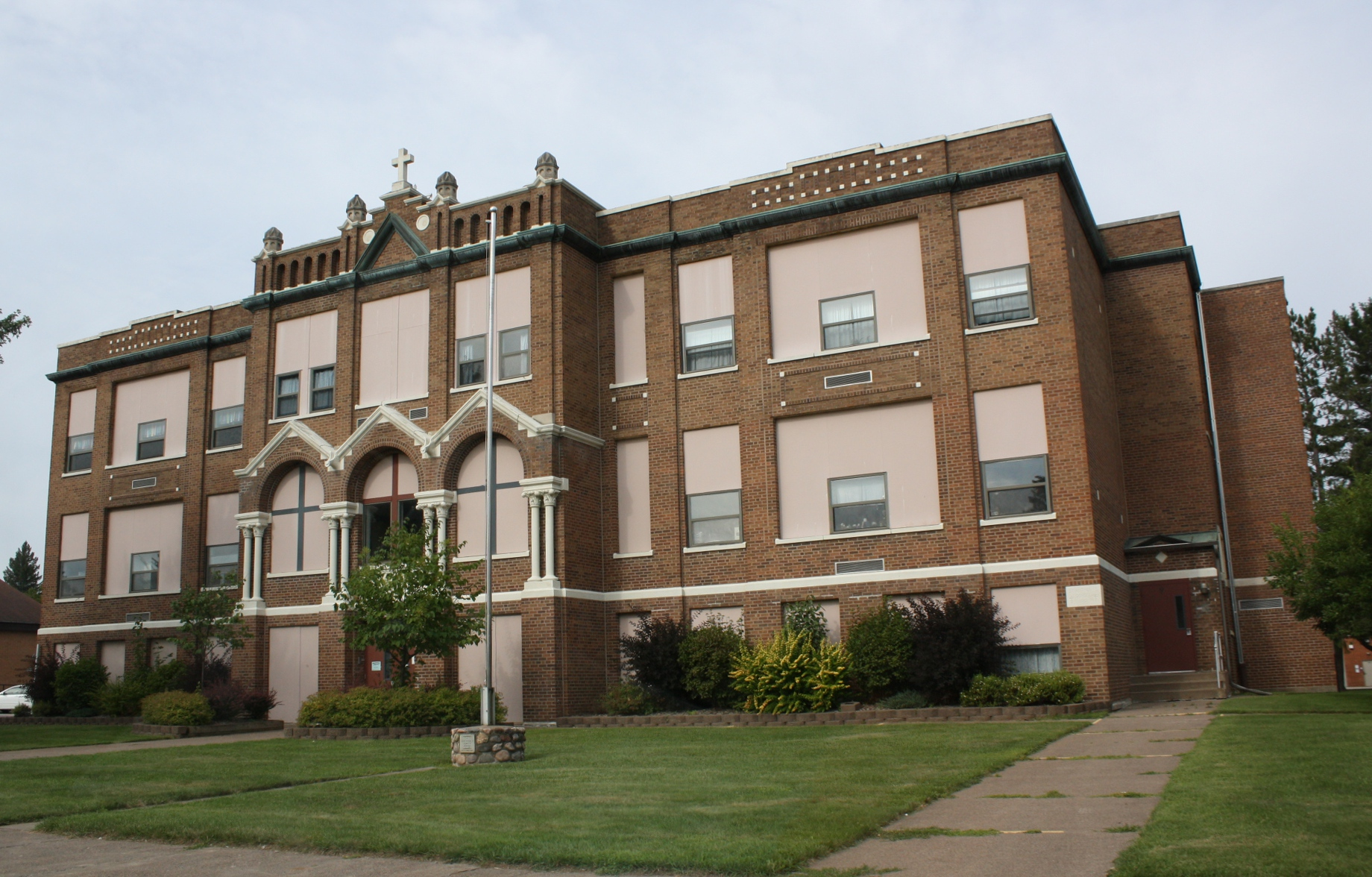
Saint Anthony of Padua School in Park Falls
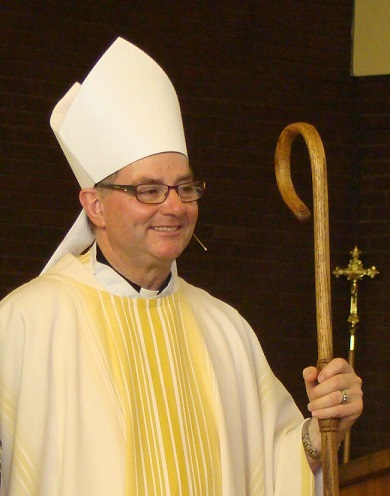
Bisschop James Patrick Powers (2015-heden)
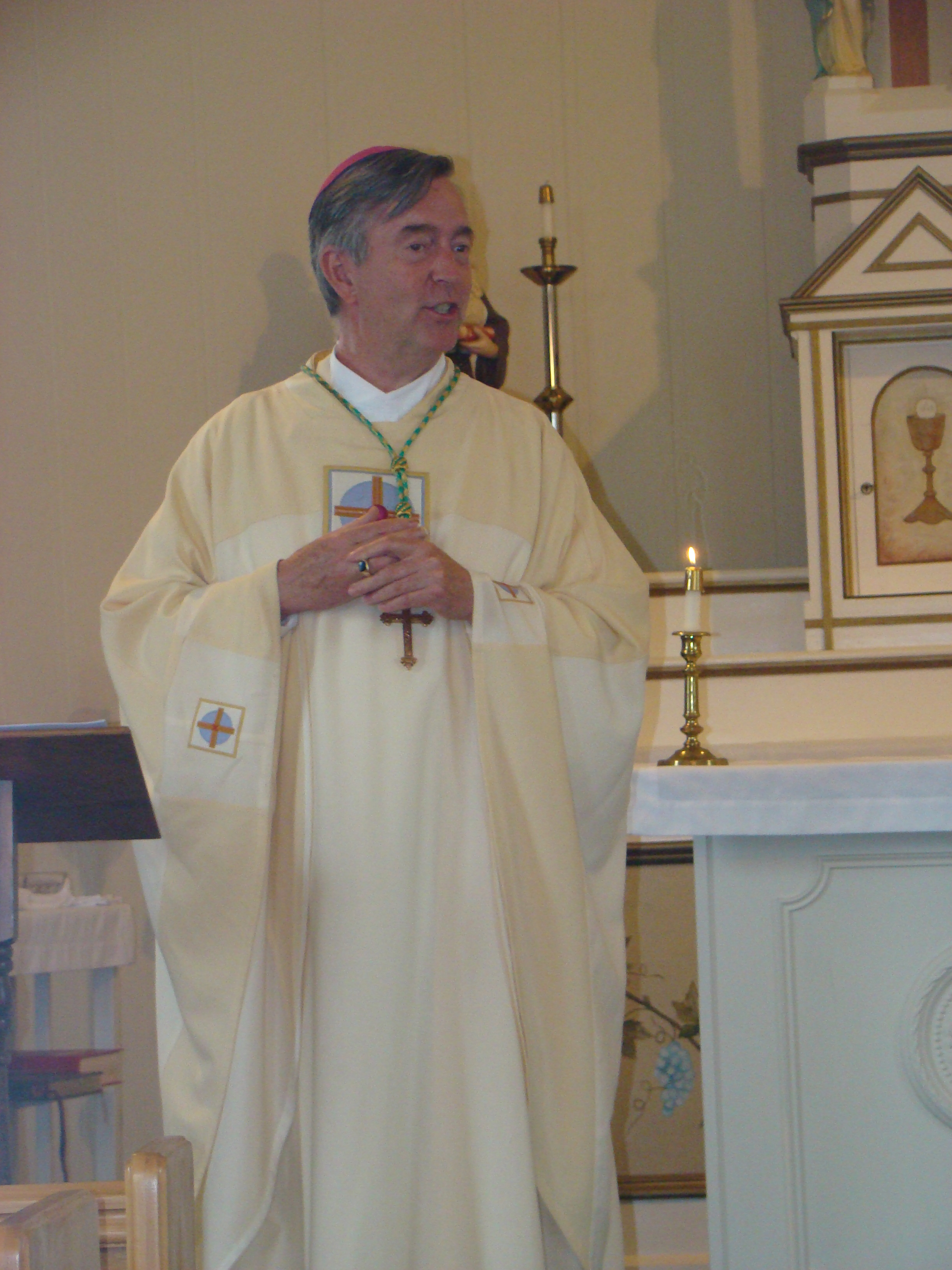
Bisschop Peter Forsyth Christensen (2007-2014)

Milwaukee (aartsbisdom) · Green Bay · La Crosse · Madison · Superior